# Terradelles (Santa Maria de Merlès)
Terradelles és una masia al terme municipal de Santa Maria de Merlès (el Berguedà) inclosa a l'Inventari del Patrimoni Arquitectònic de Catalunya. La masia de Terradelles surt esmentada en el Fogatge de 1553, dins "la parròquia y terme de Cornet, La viuda de Terradelles". Cornet pertany al Bages, però geogràficament està molt a prop de Terradelles (municipi de Santa Maria de Merlès), de tal manera que fins i tot avui Terradelles té amb Cornet, Sant Feliu Sasserra i Prats de Lluçanès, molta més relació que amb Santa Maria de Merlès. Terradelles assumí un paper principal al segle xviii i XIX com a centre de reunió al redós de l'església de Sant Miquel, que originàriament depenia de Gaià (segle xii). A partir de 1838 es realitzà una gran reforma de l'església romànica. A causa del concordat de 1854 es pensà erigir una nova església i rectoria, un xic apartada del mas.
Masia de planta basilical, coberta a doble vessant i amb el carener perpendicular a la façana principal, orientada a ponent. A llevant s'alça a pocs metres l'església romànica de Sant Miquel. La masia és de construcció austera amb finestres allindades de petites dimensions. L'ampliació del segle xviii al cantó del migdia continua amb l'austeritat de la casa.